# Malolučniak
Malolučniak (polsky Małołączniak, 2105 m n. m.) je hora v Západních Tatrách ve skupině Červené vrchy na slovensko-polské státní hranici. Nachází se v hlavním hřebeni mezi vrcholy Kondratova kopa (2005 m), který je oddělen Malolučniackým sedlem (1924 m), a Kresanica (2122 m), který je oddělen Litvorovým sedlem (2037 m). Jižní svahy spadají do Javorového žľabu, který ústí do Tomanovské doliny. Severozápadním směrem vybíhá z hory rozsocha zvaná Czerwony Grzbiet, která odděluje Dolinu Małej Łąki a Dolinu Miętusia. Malolučniak je budován převážně vápenci a dolomity, místy vystupují k povrchu i krystalické břidlice. Vrcholové partie pokrývají nízké trávy, mezi nimiž převažuje sítina trojklaná (Oreochloa disticha) a bika chlupatá (Juncus trifidus). Místy roste i v Tatrách vzácná rostlina upolín nejvyšší (Trollius altissimus). Ve svazích hory se nachází také mnoho jeskyní, například Velká Sněžná jeskyně (nejdelší a nejhlubší polská jeskyně), jeskyně Sněžná studně a jeskyně Šedý kostel.

## Přístup
- po červené  značce z vrcholu Kondratova kopa nebo Temniak
- po modré  značce ze sedla Przysłop Miętusi

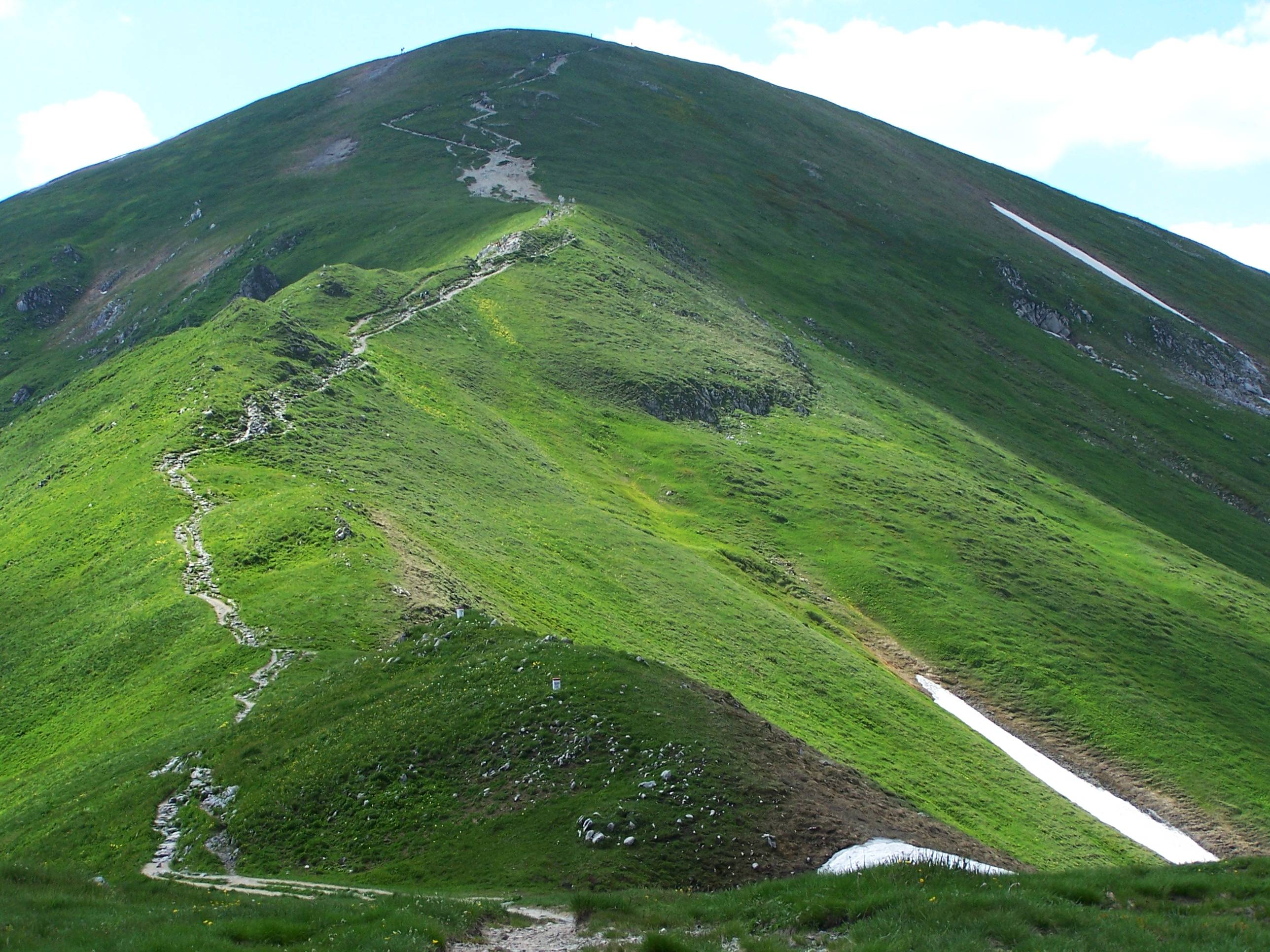
Malolučniak od Kondratové kopy